# Major Jenő (festő, 1871–1945)
Maróthi Major Jenő (Pest, 1871. november 11. – Budapest, 1945. december 4.) festő, grafikus.

## Életútja
Major István és Lovászy Ottília fiaként született. Tanulmányait a budapesti Mintarajziskolában végezte, mesterei Lotz Károly és Székely Bertalan voltak. Készített tájképeket, majd később pasztelltájképeket is. 1904-től szerepelt műveivel kiállításokon, 1921-ben csoportos tárlata volt a Nemzeti Szalonban. Több kitüntetést is kapott. A Magyar Nemzeti Galéria őrzi egyes képeit (Olvadás, Falurészlet, Reggel). Halált világítógáz-mérgezés okozta.